# Спиваковский, Александр Онисимович
Алекса́ндр Они́симович Спивако́вский (1888—1986) — советский учёный в области промышленного транспорта и горного машиностроения. Лауреат Сталинской премии.

## Биография
Родился 18 (30 января) 1888 года в Екатеринославе (ныне Днепр, Украина) в еврейской семье. Отец — Онисим Александрович Спиваковский, старший врач екатеринославской Еврейской больницы, мать — Эсфирь Моисеевна Спиваковская (1862—1944).
Окончил Екатеринославское реальное училище (1898—1905), один курс математического факультета Льежского университета (1905—1906), механическое отделение Петроградского политехнического института (1907—1917, специальность «конструктор подъемно-транспортных машин»).
В 1914—1918 годах инженер-конструктор Управления по орошению Туркестана, занимался проектированием механизмов на шлюзах и плотинах оросительных систем Голодной и Дальверзинской степей; в 1919—1920 годах — инженер и старший инженер в Управлении шлюзования Днепра.
В 1919—1922 ассистент, доцент в Екатеринославском (Днепропетровском) политехническом институте.
В 1922—1933 годах — доцент, профессор и зав. кафедрой рудничного транспорта Днепропетровского горного института (ДГИ). В 1921—1923 годах также преподавал машиностроительное черчение на рабфаке при ДГИ.
С 1933 профессор, заведующий кафедрой рудничного транспорта Московского горного института (сейчас – Горный институт НИТУ «МИСиС») (до 1968 года). В 1933—1943 годах одновременно научный руководитель Института подъемно-транспортного машиностроения (ВНИИПТМАШ).
Профессор (1935). Доктор технических наук (1937).
В декабре 1946 года избран членом-корреспондентом АН СССР по Отделению технических наук. В 1946—1960 годах заведовал лабораторией в ИГДАН, в 1960—1961 годах — ст. н. с. и руководитель работ.
Член ВКП(б)с 1941 года.
Автор работ по вопросам реконструкции и механизации металлургических и машиностроительных заводов, внутризаводскому, шахтному и карьерному транспорту, в том числе разработке механических транспортных комплексов для рудной промышленности, по теории транспортировочных машин. Был учителем и коллегой горняка Алексея Андреева.
Автор учебников.
Первая жена — Анна Ивановна Ксенофонтова, вторая — Ида Александровна Спиваковская (1900—1980).
Умер 9 мая 1986 года в Москве. Похоронен на Донском кладбище.

## Основные работы
- «Расчеты по транспортным устройствам» (1929)
- четырёхтомная монография «Конвейерные установки» (1932—1933),
- Карьерный конвейерный транспорт, М., 1965 (совместно с М. Г. Потаповым и М. А. Котовым);
- Транспортирующие машины, 2 изд., М., 1968 (совместно с В. К. Дьячковым);
- Транспортные машины и комплексы открытых горных разработок, 3 изд. , М. , 1974 (совместно с М. Г. Потаповым).

## Награды и премии
- Сталинская премия третьей степени (1947) — за коренные усовершенствования скребковых транспортёров и способа транспортировки угля в длинных лавах в шахтах Донбасса, обеспечившие значительное повышение добычи угля
- орден Ленина (1953)
- пять орденов Трудового Красного Знамени (1942, 1943, 1948, 1967, 1975)
- орден Октябрьской революции (1973)
- знак «Шахтёрская слава» I, II, III степеней.
- заслуженный деятель науки и техники РСФСР (1957)